# Microgeophagus ramirezi
O Microgeophagus ramirezi é uma espécie de peixe de água doce endêmica da bacia do Rio Orinoco, nas savanas da Venezuela e Colombia, na América do Sul. A espécie é objeto de estudos de comportamento dos peixes, sendo também um peixe muito popular em aquários. Eles são vendidos sob vários nomes (incluindo Ram, Ciclídeo Borboleta e Ramirezi. A espécie é membro da família Cichlidae, subfamília Geophaginae.

## Aspectos externos e dimorfismo sexual
O espécime padrão (da variedade original) possui uma cor de fundo amarelo-esverdeada cravejada por pontos azul brilhante que se estendem pelas nadadeiras dorsal, anal e caudal. Essa variedade também possui várias listras verticais descontínuas, em um preto bem pálido, e uma listra na parte de cima da cabeça, que passa pelos olhos. Esta é a listra preta mais forte, seguida pela segunda listra nos flancos - esta aparecendo mais como um ponto preto-escuro nas variedades criadas em aquários. A espécie é diferenciável sexualmente, sendo as fêmeas menores em tamanho, com pigmentação rosa na região ventral e raios menores na parte da frente da nadadeira dorsal, a nadadeira anal da femea não ultrapassa a caudal. Os machos atingem cerca de 7 cm.

## Distribuição e habitat
Diferentemente de seus parentes do gênero Apistogramma, o habitat natural do M. ramirezi é nas águas mornas (25.5-29.5 ºC, 78-85 ºF) e ácidas (pH 5) dos córregos da região de llanos, na Venezuela e na Colômbia. Em geral, as águas em que foram encontrados M. ramirezi tinham fluxo baixo, contendo pouco mineral dissolvido, e eram de límpidas embora bastante escurecidas por tanino. A espécie é tipicamente encontrada apenas em locais protegidos por cobertura de plantas aquáticas ou vegetação submersa.

## Reprodução
Quando atinge a maturidade sexual, a espécie forma pares monogâmicos antes da procriação. Sabe-se que deposita seus ovos, de 1.5 mm, em pedras achatadas ou diretamente em pequenas depressões cavadas no cascalho. Como muitos ciclídeos, tanto o macho quanto a fêmea do M. ramirezi cuidam das crias, protegendo os ovos e defendendo o território. No geral, são produzidos de 150 a 300 ovos, mas já foram relatados casos em que esse número chegou a 500. Já foram observados M. ramirezi abanar água sobre seus ovos, que eclodem em 40 horas a 29 °C. Os alevinos são incapazes de nadar livremente até o quinto dia, quando passam a ser escoltados pelo macho ou pela fêmea em um cardume denso para se alimentarem.

## Em aquários

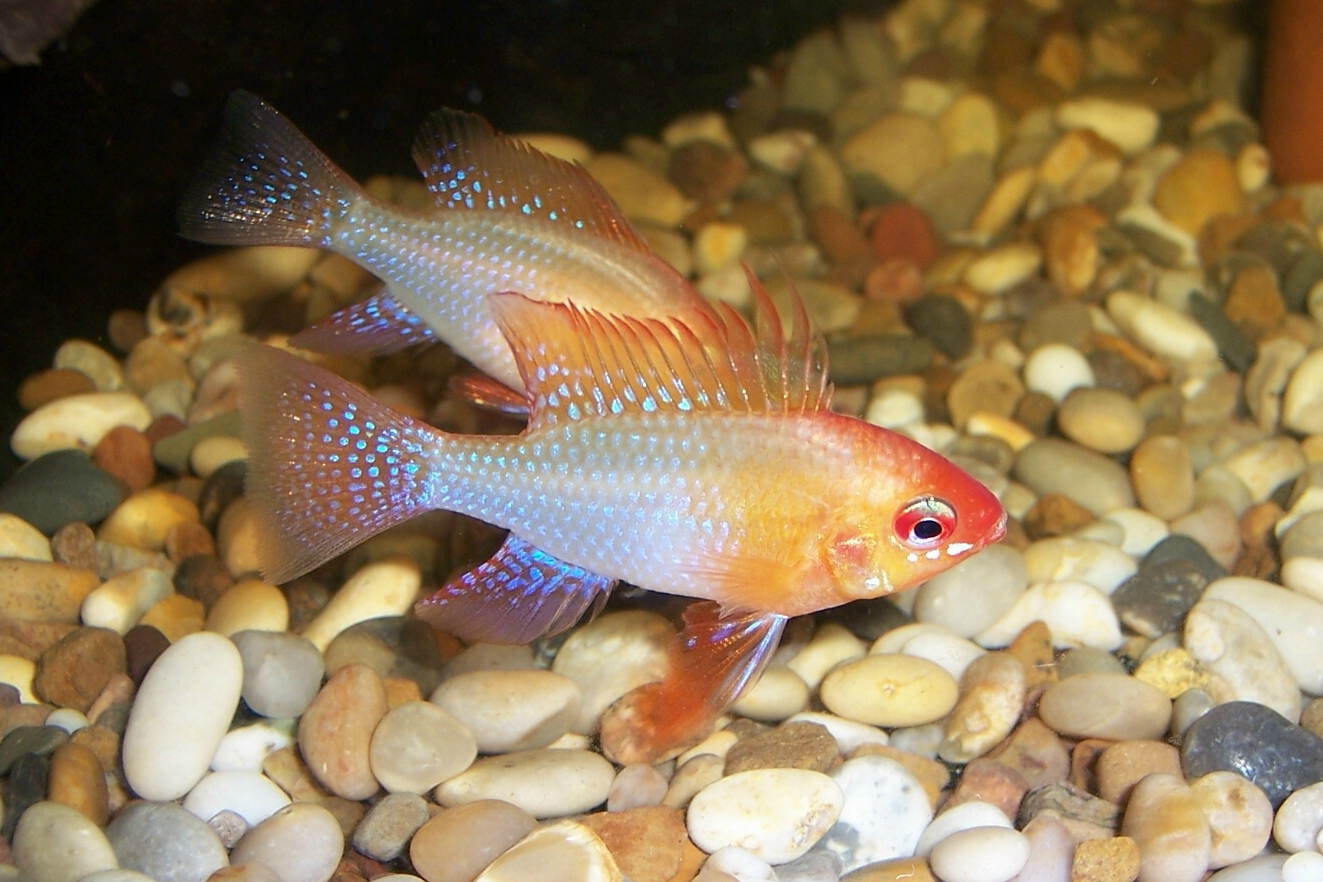
A variedade dourada do M. ramirezi

O ciclideo ramirezi é um ciclideo popular para o aquário tropical, embora não seja necessariamente o mais fácil de ser mantido - principalmente quando compartilha o aquário com espécies mais agressivas ou muito ativas. A espécie é tímida e se dá melhor quando convive com espécies tranquilas, como o tetra-neon ou néon, ou o tetra-cardinal. A espécie exibe prontamente comportamento reprodutivo em água com pH 5.0-6.5, embora uma água mais macia incentive a reprodução mais regular.
É preferível manter a espécie em aquários maiores, porque ela é intolerante a poluentes comuns do aquário, como o nitrato. O ambiente deve ser decorado de forma a imitar o habitat natural, com plantas aquáticas em vários locais, separadas por água aberta. A espécie apresenta canibalismo com a cria caso sua reprodução seja perturbada.
Como  ambiente deve estar livre dos poluentes, o filtro do aquário é importante, embora não deva movimentar demais a água. A substituição de porções pequenas de água ajudam a minimizar as quantidades dos compostos prejudiciais, e devem ser feitas regularmente. Inúmeras linhagens de M. ramirezi foram desenvolvidas na Ásia por criadores hobbistas. Estre elas, estão os M. ramirezi dourados, além de exemplares com corpos maiores,e nadadeiras fendidas ou alongadas. Muitas destas variedades sofrem de baixa fertilidade, problemas de saúde ou apresentam cuidado reduzido com a cria, quando comparadas com a variedade original.
Reproduzí-lo não é difícil, contanto que o peixe esteja bastante à vontade no aquário. O ritual é semelhante ao dos demais ciclídeos: o casal procura um local para a desova e, depois de limpá-lo bem com a boca, a fêmea deposita os ovos, que são imediatamente fertilizados pelo macho. Os pais cuidam dos ovos e, depois da eclosão, dos filhotes.
O dimorfismo sexual é realizado com certa facilidade nos adultos. O macho possui os primeiros raios da nadadeira dorsal maiores que os demais, na fêmea isso quase não é perceptível